# Лія Кебеде
Лія Кебеде (амх. ሊያ ከበደ, англ. Liya Kebede; нар. 1 березня 1978) — ефіопська супермодель, акторка, модельєрка, благодійниця й дипломатка. З 2005 року Посол доброї волі ВООЗ. Займається питаннями охорони здоров'я матерів, новонароджених та дітей.

## Біографія
Лія Кебеде народилася 7 березня 1978 року в Аддіс-Абебі. За національністю амхарка. У 22 роки одружилася зі співвітчизником Кассі та взяла його прізвище. У 23 роки народила первістка Сухула. Вивчала французьку у французькому ліцеї Гебре-Маріам в столиці Ефіопії. Саме там потрапила у поле зору одного з французьких модельних агентів. Після закінчення навчання переїхала до Парижа.
2000 року Лія Кебеде уклала ексклюзивний контракт з модельєром Томом Фордом, на показ його колекції Gucci. Це був її перший прорив. У 2002 році вона вперше з'явилася на обкладинці паризького видання культового журналу «Vogue». Вже до того часу Лія Кебеде працювала з відомими будинками мод і рекламувала елітні марки (Shiatzy Chen, Gap, Yves Saint-Laurent, Victoria's Secret, Emanuel Ungaro, Tommy Hilfiger, Revlon, Dolce & Gabbana, Escada, Louis Vuitton, Estée Lauder).
У 2005 році народила доньку Раї. Призначена послом доброї волі ВООЗ з охорони здоров'я матерів та дітей. Ставши багатою та відомою, Лія Кебеде не забула про батьківщину й розгорнула бурхливу благодійну діяльність у своїй країні. Водночас і далі будувала успішну модельну кар'єру. У 27 років Лія Кебеде була визнана однією з найоплачуваніших моделей у світі. Згідно з журналом Forbes, заробивши 2007-го загалом 2,5 мільйона доларів, вона посіла 11 місце у списку найбагатших супермоделей світу.
У кінематографі дебютувала 2005 року. Спочатку зіграла епізодичні ролі: у бойовику «Збройовий барон» з Ніколасом Кейджем та драмі «Хибна спокуса» (2006) з Меттом Деймоном. 2009 року стала головною героїнею фільму-біографії «Квітка пустелі», створеної за однойменною книгою сомалійської топ-моделі Варіс Дірі про її історію жіночого обрізання. Після цієї ролі Кебеде почала зніматися і з'явилася в таких фільмах, як «Чорне золото» (2011), «Джунглі кличуть! У пошуках Марсупіламі» (2012), «Найкраща пропозиція» (2012), «Невинність» (2013), «Самба» (2013).

## Фільмографія
| Рік  |   | Українська назва                       | Оригінальна назва                    | Роль                   |
| ---- | - | -------------------------------------- | ------------------------------------ | ---------------------- |
| 2005 | ф | Збройовий барон                        | Lord of War                          | Фейт, дівчина в готелі |
| 2006 | ф | Хибна спокуса                          | The Good Shepherd                    | Міріам                 |
| 2009 | ф | Квітка пустелі                         | Desert Flower                        | Варіс Дірі             |
| 2011 | ф | Чорне золото                           | Black Gold                           | Айча                   |
| 2012 | ф | Джунглі кличуть! У пошуках Марсупіламі | Sur la piste du Marsupilami          | королева Пайя          |
| 2012 | ф | Капітал                                | Le capital                           | Нассим                 |
| 2013 | ф | Найкраща пропозиція                    | The best offer                       | Сара                   |
| 2013 | ф | Невинність                             | Innocence                            | Мойра Ніл              |
| 2014 | ф | Самба                                  | Samba                                | Магалі                 |
| 2018 | ф | Плейбой під прикриттям                 | Nicky Larson et le Parfum de Cupidon | дочка професора        |